# Françoise Marie de Bourbon
Françoise Marie de Bourbon (Maintenon, Franciaország, 1677. május 4. – Párizs, Franciaország, 1749. február 6.), Blois kisasszonya (franciául: Mademoiselle de Blois), XIV. Lajos francia király és Françoise Athénaïs de Rochechouart, Montespan márkiné legfiatalabb törvényesített leánya, akit tizennégy éves korában összeházasítottak unokatestvérével, II. Philippe d’Orléans herceggel, Franciaország későbbi régensével. A boldogtalan házasságából összesen nyolc gyermek született, akik leszármazottai a 20. századig számos európai, köztük a belga, az olasz, a portugál, a spanyol és a francia trón uralkodóit is adták.

## Életrajza

### Ifjúkora

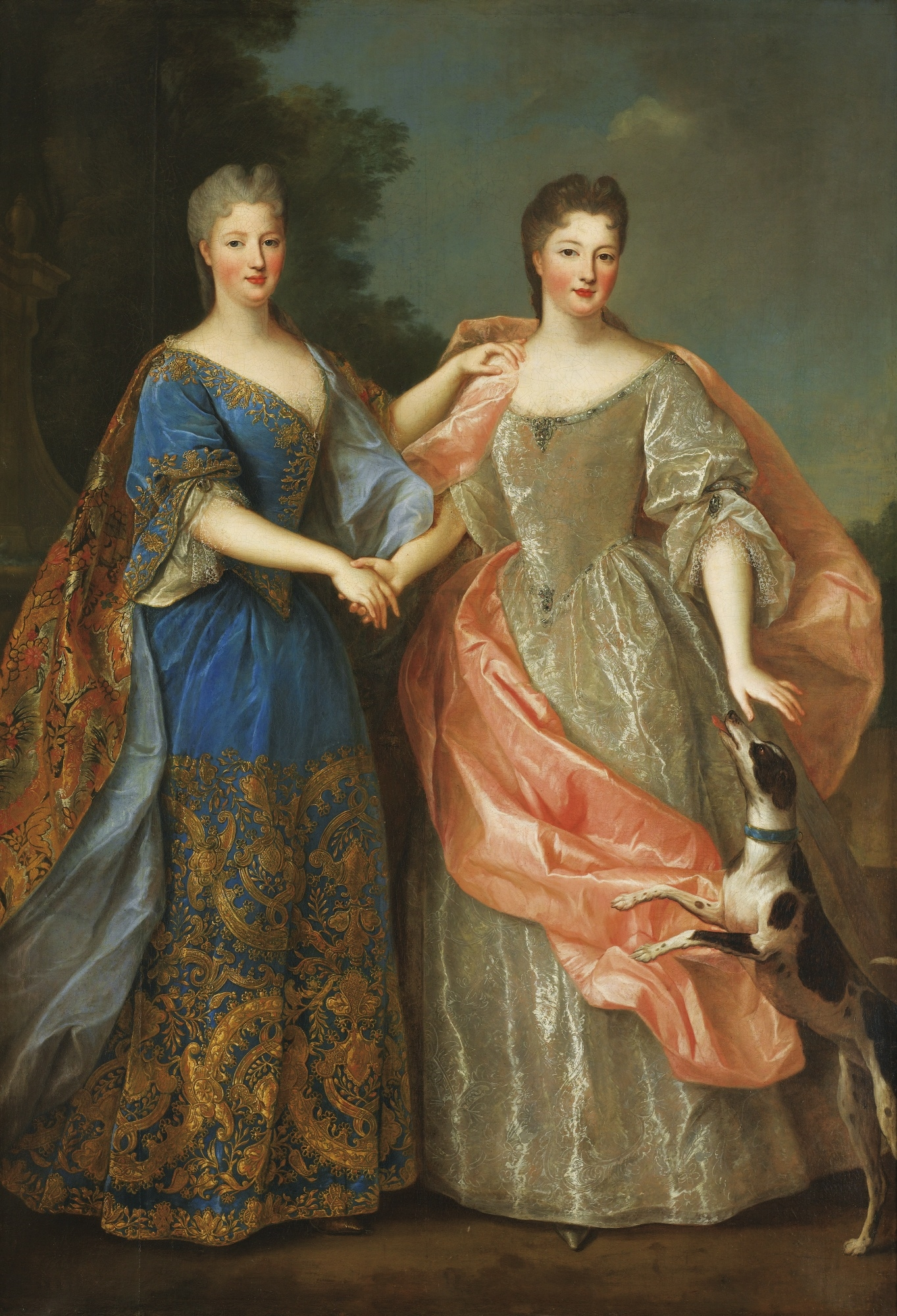
Françoise Marie (balra) és testvére, Louise Françoise, Condé hercegné (jobbra) portréja

Françoise Marie 1677. május 4-én született Maintenonban, ahol 1674 óta Françoise d’Aubigné márkiné tulajdonában állt egy kastély, aki XIV. Lajos francia király és Françoise Athénaïs de Rochechouart, Montespan márkiné törvénytelen gyermekeit nevelte. Françoise Marie itt nőtt fel Madame de Maintenon felügyelete alatt öccse, Louis Alexandre társaságában. Gyerekkorában időnként elvitték a versailles-i kastélyba, hogy meglátogassa szüleit. 
1681. november 22-én, négy és fél évesen Françoise Marie-t XIV. Lajos király legitimálta és megkapta a Mademoiselle de Blois (magyarosan: Blois kisasszonya) címet, amelyet korábban féltestvére, Marie Anne viselt, Louis Armand, Conti hercegével való házasságáig. Édesanyja nevét nem említették a legitimációs okiratban, mivel Madame de Montespan ekkor de Montespan márki házastársa volt. Édesanyja és XIV. Lajos király viszonya ekkorra már a végéhez közeledett, mivel feltétezni lehetett, hogy Madame de Montespan részt vett az egész országot megrázó L'affaire des poisons ügyben.
Öccsét, Louis Alexandre-t vele egyidejűleg legitimálták, aki ezzel megkapta a Toulouse grófja címet. Egész életében közeli kapcsolatban maradt vele és másik fivérével, Louis Auguste, Maine hercegével, viszont sosem került közeli viszonyba apja egyetlen felnőttkort megélt, Ausztriai Mária Terézia királynétól született törvényes gyermekével, Lajossal, a Nagy Dauphin-al.

### Házassága
Françoise Marie nevelője, Madame de Maintenon márkiné egy gyermektelen özvegy volt, aki az 1680-as évek közepétől XIV. Lajos király morganatikus házastársaként lépett fel és szólt bele az udvar ügyeibe. Egyik ilyen lépése volt, hogy 1692-ben biztosítani akarta Blois kisasszony és a király egyetlen törvényes unokaöccse, Philippe d’Orléans, Chartres hercegének házasságát. Philippe volt XIV. Lajos egyetlen testvérének, a homoszexuális hajlamairól ismert Monsieur Philippe d’Orléans hercegnek egyetlen fia.
Az udvarban legitimálása ellenére fattyúként számon tartott hercegnő és a királyi vérből való herceg házasságának gondolata elképzelhetetlen volt a herceg édesanyja, Pfalzi Erzsébet Sarolta számára. Amikor Philippe herceg végül beleegyezett a házasságba, édesanyja nyilvánosan felpofozta őt, és az udvar színe előtt hátat fordított az őt üdvözlő királynak. Erzsébet Sarolta egész életében menyének ellensége maradt és unokái iránt közömbös volt.
Françoise Marie és Philippe d’Orléans herceg házasságára végül 1692. február 18-án került sor a versailles-i kastély kápolnájában. A ceremónián részt vett a száműzetésben lévő II. Jakab angol király és hitvese, Modenai Mária királyné is. A házasságkötés alkalmából XIV. Lajos öccsének adományozta a Palais-Royalt, továbbá katonai rangot ígért unokaöccsének egyben újdonsült vejének, valamint 100 000 lívért adományozott öccse szeretőjének, Chevalier de Lorraine lovagnak. 

#### Gyermekei
Férjével való kapcsolatából összesen nyolc gyermek született, akik közül hét érte meg a felnőttkort:
|    | Gyermeke                      | Született           | Elhunyt              | Megjegyzés |
| -- | ----------------------------- | ------------------- | -------------------- | --- |
| 1. | Mária Izabella hercegnő       | 1693. december 17.  | 1694. október 17.    | Valois kisasszonya, csecsemőkorában meghalt. |
| 2. | Mária Lujza Erzsébet hercegnő | 1695. augusztus 20. | 1719. július 21.     | Mademoiselle d’Orléans, a Nagy Dauphin fiának, XIV. Lajos francia király unokájának, Károly, Berry hercegének felesége lett. Házasságából három, míg özvegységét követően szeretőitől szintén három gyermeke született, ám egyikük sem érte meg a felnőttkort.                             |
| 3. | Lujza Adelheid hercegnő       | 1698. augusztus 13. | 1743. február 10.    | Orléans kisasszonya, majd Chelles főapátnője. Nem ment férjhez, nem születtek gyermekei. |
| 4. | Sarolta Aglája hercegnő       | 1700. október 22.   | 1761. január 19.     | Valois kisasszonya, aki III. Ferenc modenai herceg házastársa lett. Kapcsolatából összesen tíz gyermek született, akik közül hatan élték meg a felnőttkort. Az ő egyik unokája volt Lamballe hercege, Mademoiselle de Carignan férje, aki Marie Antoinette királyné közeli barátnéja volt. |
| 5. | (VI.) Lajos herceg            | 1703. augusztus 4.  | 1752. február 4.     | Chartres hercege, majd apja halálát követően Orléans hercege. Baden–Badeni Auguszta hercegnővel való házasságából két gyermeke született. Ő volt Philippe Égalité nagyapja, ezzel I. Lajos Fülöp francia király dédapja.                                                                   |
| 6. | Lujza Erzsébet hercegnő       | 1709. december 11.  | 1742. június 16.     | Montpensier kisasszonya. Hozzáadták V. Fülöp spanyol király fiához, a trónörököshöz, Lajos infánshoz. Miután apósa lemondott a trónról fia javára, így a hercegnőből egy rövid időre Spanyolország királynéja lett. Hitvese korai halála miatt nem születtek gyermekei.                    |
| 7. | Filippina Erzsébet hercegnő   | 1714. december 18.  | 1734. május 21.      | Beaujolais kisasszonya. A spanyol király fiatalabb fiának, Károly infánsnak jegyese lett, ám politikai okokból nászukat felbontották. Később sem házasodott meg, nem születtek gyermekei.                                                                                                  |
| 8. | Lujza Diána hercegnő          | 1716. június 27.    | 1736. szeptember 26. | Chartres kisasszonya. Louis François, Conti hercegének felesége lett. Két gyermeke született, második szülésébe halt bele. |

## Forrás
- Françoise Marie de Bourbon (angolul)